# Buxus harlandii
Buxus harlandii är en buxbomsväxtart som beskrevs av Henry Fletcher Hance. Buxus harlandii ingår i släktet buxbomar, och familjen buxbomsväxter. Inga underarter finns listade i Catalogue of Life.